# 察爾卡

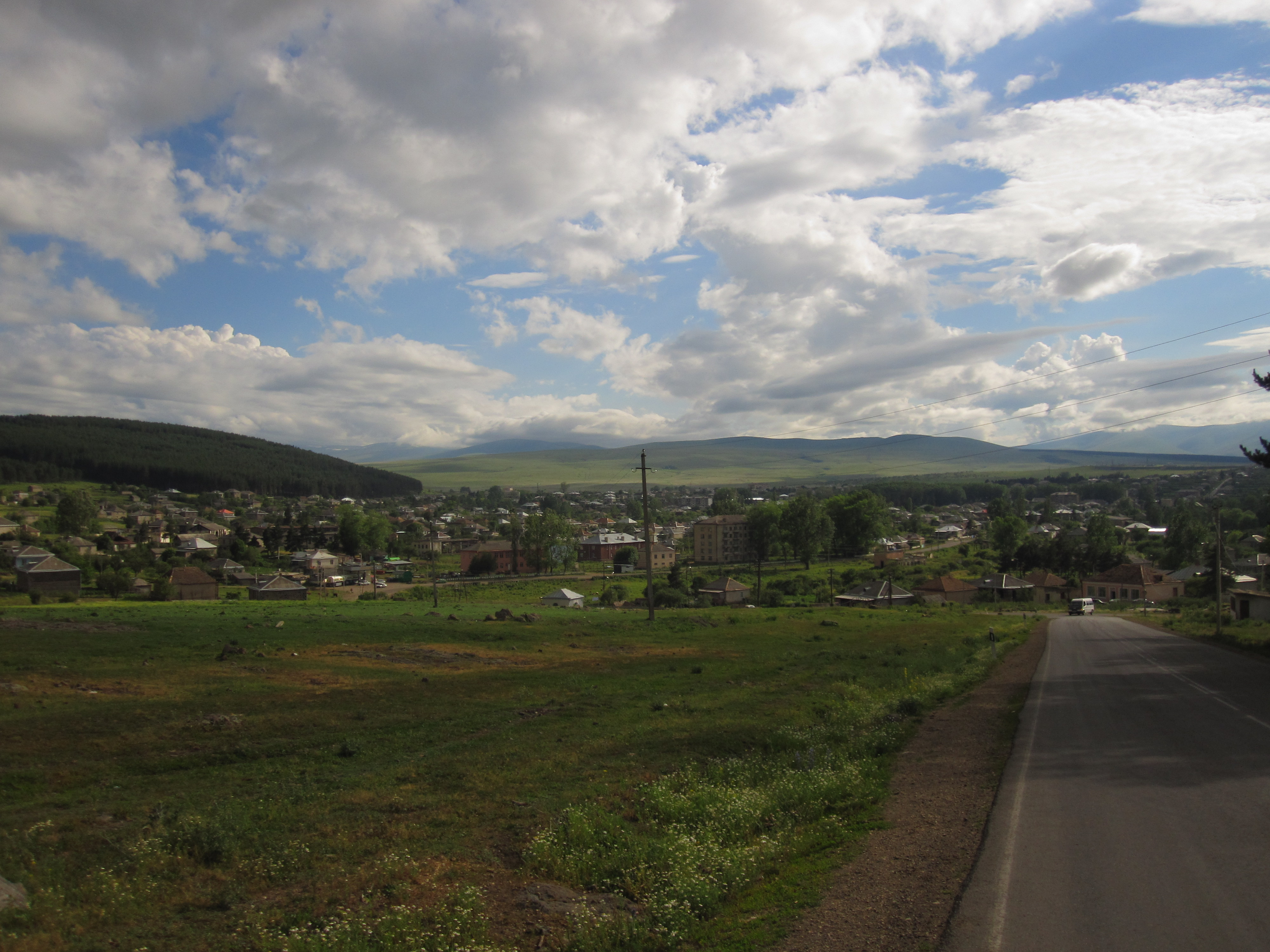
察爾卡

察爾卡是格魯吉亞南部下卡尔特利大区察爾卡市鎮的城鎮及其行政中心。2009年人口2,000，其中亞美尼亞人、希臘人分別佔居民人數的55%和22%。